# Facultad de Ciencias Veterinarias y Pecuarias de la Universidad de Chile
La Facultad de Ciencias Veterinarias y Pecuarias de la Universidad de Chile (FAVET), fue creada por decreto universitario el 26 de agosto de 1926. Tiene sus orígenes en la sección de veterinaria de la Escuela Militar, la que establece una clínica y un pequeño zoológico en la Quinta Normal. La única carrera allí impartida es Medicina veterinaria.
Es la escuela de Medicina Veterinaria más antigua de Chile

## Historia
La medicina veterinaria empieza a enseñarse en Chile en mayo de 1898 en la Escuela de Veterinaria Militar. Luego, Hugo K. Sievers se interesa por darle un carácter universitario a la enseñanza de esta disciplina y para ello gestiona la incorporación de ésta a la Universidad de Chile.
La escuela de Veterinaria Militar es cerrada y trasladada a la Facultad de Agronomía y Veterinaria de la Universidad de Chile, creada Decreto Supremo N° 7818 de fecha 19 de diciembre de 1927, la cual empieza sus clases en abril del año siguiente, logrando así, el carácter universitario de la M. Veterinaria.
Esta situación se mantiene hasta que el 20 de abril de 1938, siendo Rector de la Universidad de Chile Don Juvenal Hernández Jaque, el Consejo Universitario de la Universidad de Chile crea en forma independiente la Facultad de Medicina Veterinaria, siendo su gestor y primer decano Hugo K. Sievers.

## Misión de la facultad
La Misión de la Facultad se fundamenta en la creación, cultivo, desarrollo y difusión de la Medicina Veterinaria y Ciencias Animales, con el más alto nivel académico, como aporte al desarrollo socioeconómico y científico de la Nación. Basado en ello, la Facultad entregará la educación y formación superior, se preocupará de la superación constante de sus académicos, desarrollará investigación científica y tecnológica relevante, transferirá y difundirá conocimientos, vinculándose con los diferentes agentes productivos, sociales y científicos.
La misión se expresará en:
·La formación de profesionales en el área de la Medicina Veterinarias y Ciencias Animales, con un fuerte énfasis científico, tecnológico y en el desarrollo y expresión de la capacidad creativa, brindándoles una elevada capacidad de gestión y dirección.
·El ofrecimiento de programas de posgrado y postítulo, pertinentes a su quehacer y relevantes para la sociedad.
·El cultivo y desarrollo de la investigación científica y tecnológica avanzada, relevante y relacionada con la exploración en nuevas áreas y la necesaria búsqueda de innovación, constituyendo un lugar permanente de encuentro e instancia de referencia independiente para la identificación y el análisis de temas de interés nacional.
·El estímulo y apoyo permanente al perfeccionamiento programado de sus académicos, con miras a lograr la expresión máxima de sus potencialidades.
·El diseño y ofrecimiento de distintas actividades educativas, médico asistenciales y de servicio a la comunidad, sustentadas en las relaciones y vinculaciones con su entorno, a través de sus actividades de Extensión y Servicios.
·La búsqueda constante de interacciones y de vínculos con instituciones de todo el mundo, que permitan el intercambio permanente del conocimiento en áreas de interés mutuo, a través de sus actividades de Vinculación Externa.

## Organización
La Facultad se organiza en una escuela de postgrado y una de pregrado. Esta última está conformada por los departamentos de Ciencias Biológicas Animales, de Ciencias Clínicas, de Medicina Preventiva Animal, de Patología Animal y de Fomento de Producción Animal. 
Existen además centros especializados dedicados a la piscicultura, tecnología de alimentos, manejo de plagas, entre otros. Depende de ella además, el Hospital Clínico Veterinario, con cuatro sedes en la ciudad de Santiago de Chile.

## Decanos de la facultad
| Decanato | Nombre                              | Periodo   |
| -------- | ----------------------------------- | --------- |
| I        | Teniente Hugo K Siever              | 1938-1960 |
| II       | Dr. Isaias Tagle                    | 1960      |
| III      | Dr. Ricardo Abel Kreft              | 1960      |
| IV       | Dr. Ramón Rodríguez Toro (Interino) | 1960-1962 |
| V        | Dr. Ramón Rodríguez Toro            | 1962-1968 |
| VI       | Dr. Oscar Valenzuela                | 1968-1971 |
| VII      | Dr. Santiago Inostroza Hood         | 1971-1980 |
| VIII     | Dr. Hugo González Fouquet           | 1984-1990 |
| IX       | Dr. Iñigo Diaz Cuevas               | 1990-1998 |
| X        | Dr. Santiago Urcelay Vicente        | 1998-2006 |
| XI       | Dr. Héctor Alcaíno Contador         | 2006-2010 |
| XII      | Dr. Santiago Urcelay Vicente        | 2010-2018 |
| XIII     | Dr. Mario Maino                     | 2018-2022 |
| XLV      | Dr. José Manuel Yañez               | 2022-2026 |